# Río Chicayán
Le río Chicayán est une rivière du Mexique.